# Frankie Adams
Frankie Adams (ur. 3 stycznia 1994) – pochodząca z Nowej Zelandii oraz Samoa aktorka, najlepiej znana z roli Bobbie Draper w serialu fantastyczno-naukowym The Expanse oraz z roli Uli Levi w operze mydlanej Shortland Street.

## Życiorys
Adams urodziła się na wyspie Savaiʻi i jest najstarszą z trzech córek. Uczęszczała do Auckland Girls Grammar School. Swoją pierwszą rolę otrzymała mając 16 lat w operze mydlanej Shortland Street. Grała także w serialu telewizyjnym Wentworth oraz w filmie One Thousand Ropes. W 2016 została obsadzona w roli marine Bobbie Draper w drugim sezonie serialu The Expanse, którą odgrywa do dzisiaj.
Jako bokser, Adams brała też udział w Fight for Life, charytatywnym wydarzeniu do którego została przygotowana przez Lolo Heimuli.

## Filmografia

### Film
| Rok  | Tytuł              | Rola           | Komentarz |
| ---- | ------------------ | -------------- | --------- |
| 2017 | One Thousand Ropes | Ilisa          |           |
| 2018 | Zabójcze maszyny   | Yasmina Rashid |           |
| 2019 | Vai                |                |           |

### Telewizja
| Rok       | Tytuł            | Rola                       | Komentarz               |
| --------- | ---------------- | -------------------------- | ----------------------- |
| 2010–2015 | Shortland Street | Ula Levi                   | 278 odcinki             |
| 2016      | Wentworth        | Tasha Goodwin              | 2 odcinki               |
| 2017–2022 | The Expanse      | Roberta 'Bobbie' W. Draper | Główna rola od 2 sezonu |